# تپه شاه فرج‌الله کنکان
تپه شاه فرج‌الله کنکان مربوط به دوره صفوی است و در شهرستان فسا، بخش شیبکوه، دهستان فدشکویه، روستای کنکان واقع شده و این اثر در تاریخ ۲۶ اسفند ۱۳۸۶ با شمارهٔ ثبت ۲۱۸۶۹ به‌عنوان یکی از آثار ملی ایران به ثبت رسیده است.